# امگا زن برزنجیر
امگا زن برزنجیر یک ستاره است که در صورت فلکی آندرومدا قرار دارد.